# A.X.L.
A.X.L. (Blu-ray-Titel: A-X-L – Mein bester Freund 2.0) ist ein US-amerikanischer Science-Fiction-Film von Oliver Daly, der am 24. August 2018 in die US-Kinos kam.

## Handlung
Der 18-jährige Miles findet in der kalifornischen Wüste A.X.L., den entflohenen Prototypen eines Roboterhundes, der im Rahmen eines streng geheimen Projekts des Militärs mit fortschrittlicher künstlicher Intelligenz ausgestattet wurde. Als Miles die Owner-Pairing-Technologie des Roboterhundes aktiviert, verbindet sich dieser mit ihm. Es entwickelt sich eine ungewöhnliche Freundschaft. Doch die Schöpfer von A.X.L. wollen ihn um jeden Preis zurück. Um seinen neuen besten Freund vor der Gefangennahme zu schützen, arbeitet Miles mit seiner klugen Verbündeten Sara zusammen.

## Produktion
Regie führte Oliver Daly, der auch das Drehbuch schrieb. Daly hatte 2015 bereits einen Kurzfilm mit dem Titel Miles veröffentlicht, der prinzipiell die gleiche Grundgeschichte erzählt.
Daly fängt mit dem Film die Atmosphäre der Amblin-Filme der 1980er Jahre ein, so Ben Pearson. Die Filmmusik wurde von Ian Hultquist komponiert. Der Soundtrack zum Film, der insgesamt 31 Musikstücke umfasst, wurde am 24. August 2018 von Lakeshore Records als Download veröffentlicht.
Alex Neustaedter erhielt die Rolle von Miles, der Stuntman Dorian Kingi leiht AXL seine Stimme und seinen Körper. Becky G übernahm die Rolle von Sara. Im Oktober 2016 wurde die Besetzung mit Alex MacNicoll bekannt, der im Film in der Rolle von Sam zu sehen ist.
Die deutsche Synchronisation entstand nach einem Dialogbuch und der Dialogregie von Daniel Schlauch im Auftrag der Scalamedia GmbH, München. Benjamin Krause leiht in der deutschen Fassung Neustaedter in der Rolle von Miles Hill seine Stimme, Cyril Geffcken spricht A.X.L.
Die Dreharbeiten wurden im Spätsommer 2016 begonnen. Gedreht wurde in New York, im Herbst und Winter 2016 im kalifornischen Santa Clarita und in den Paramount Studios in Los Angeles, zudem in Buenos Aires, Melbourne und London. Weitere Aufnahmen entstanden in Mexiko. Als Kameramann fungierte Tim Orr.
Im Mai 2018 veröffentlichte Global Road Entertainment einen ersten Trailer. Der Film kam am 24. August 2018 landesweit in die US-Kinos. In Deutschland erhielt der Film einen Direct-to-DVD Release. EuroVideo veröffentlichte die DVD und Blu-ray am 18. Juli 2019.

## Rezeption
Der Film spielte in den Kinos weltweit rund 6,5 Millionen US-Dollar ein.